# Semën Belic-Gejman
Semën Viktorovič Belic-Gejman (in russo Семён Викторович Белиц-Гейман?; Mosca, 16 febbraio 1945) è un ex nuotatore sovietico, dal 1992 russo.

## Carriera
Fece parte della squadra sovietica che vinse la medaglia di bronzo nella staffetta 4×100m misti e nella 4×100m stile libero a Città del Messico 1968.

## Palmarès
- Giochi olimpici estivi

Città del Messico 1968: bronzo nella 4×100m misti e argento nella 4×100m stile libero.
- Europei

Utrecht 1966: oro nei 1500m stile libero e nella 4×200m stile libero e argento nei 400m stile libero.
- Universiadi

Budapest 1965: oro nei 400m stile libero, argento nei 1500m stile libero, nella 4×100m e 4×200m stile libero.
Tokyo 1967: argento nei 1500m stile libero.